# Hersilia (geslacht)
Hersilia is een geslacht van spinnen uit de  familie van de Hersiliidae.

## Soorten
- Hersilia albicomis Simon, 1887
- Hersilia albinota Baehr & Baehr, 1993
- Hersilia albomaculata Wang & Yin, 1985
- Hersilia aldabrensis Foord & Dippenaar-Schoeman, 2006
- Hersilia alluaudi Berland, 1919
- Hersilia arborea Lawrence, 1928
- Hersilia asiatica Song & Zheng, 1982
- Hersilia australiensis Baehr & Baehr, 1987
- Hersilia baforti Benoit, 1967
- Hersilia baliensis Baehr & Baehr, 1993
- Hersilia bifurcata Baehr & Baehr, 1998
- Hersilia bubi Foord & Dippenaar-Schoeman, 2006
- Hersilia carobi Foord & Dippenaar-Schoeman, 2006
- Hersilia caudata Audouin, 1826
- Hersilia clarki Benoit, 1967
- Hersilia clypealis Baehr & Baehr, 1993
- Hersilia deelemanae Baehr & Baehr, 1993
- Hersilia eloetsensis Foord & Dippenaar-Schoeman, 2006
- Hersilia facialis Baehr & Baehr, 1993
- Hersilia feai Baehr & Baehr, 1993
- Hersilia flagellifera Baehr & Baehr, 1993
- Hersilia furcata Foord & Dippenaar-Schoeman, 2006
- Hersilia hildebrandti Karsch, 1878
- Hersilia igiti Foord & Dippenaar-Schoeman, 2006
- Hersilia impressifrons Baehr & Baehr, 1993
- Hersilia incompta Benoit, 1971
- Hersilia insulana Strand, 1907
- Hersilia jajat Rheims & Brescovit, 2004
- Hersilia kerekot Rheims & Brescovit, 2004
- Hersilia kinabaluensis Baehr & Baehr, 1993
- Hersilia lelabah Rheims & Brescovit, 2004
- Hersilia longbottomi Baehr & Baehr, 1998
- Hersilia madagascariensis (Wunderlich, 2004)
- Hersilia madang Baehr & Baehr, 1993
- Hersilia mainae Baehr & Baehr, 1995
- Hersilia martensi Baehr & Baehr, 1993
- Hersilia mboszi Foord & Dippenaar-Schoeman, 2006
- Hersilia mimbi Baehr & Baehr, 1993
- Hersilia mjoebergi Baehr & Baehr, 1993
- Hersilia moheliensis Foord & Dippenaar-Schoeman, 2006
- Hersilia montana Chen, 2007
- Hersilia mowomogbe Foord & Dippenaar-Schoeman, 2006
- Hersilia nentwigi Baehr & Baehr, 1993
- Hersilia nepalensis Baehr & Baehr, 1993
- Hersilia novaeguineae Baehr & Baehr, 1993
- Hersilia occidentalis Simon, 1907
- Hersilia okinawaensis Tanikawa, 1999
- Hersilia pectinata Thorell, 1895
- Hersilia pungwensis Tucker, 1920
- Hersilia sagitta Foord & Dippenaar-Schoeman, 2006
- Hersilia savignyi Lucas, 1836
- Hersilia scrupulosa Foord & Dippenaar-Schoeman, 2006
- Hersilia selempoi Foord & Dippenaar-Schoeman, 2006
- Hersilia sericea Pocock, 1898
- Hersilia setifrons Lawrence, 1928
- Hersilia sigillata Benoit, 1967
- Hersilia simplicipalpis Baehr & Baehr, 1993
- Hersilia striata Wang & Yin, 1985
- Hersilia sumatrana (Thorell, 1890)
- Hersilia sundaica Baehr & Baehr, 1993
- Hersilia taita Foord & Dippenaar-Schoeman, 2006
- Hersilia taiwanensis Chen, 2007
- Hersilia tamatavensis Foord & Dippenaar-Schoeman, 2006
- Hersilia tenuifurcata Baehr & Baehr, 1998
- Hersilia tibialis Baehr & Baehr, 1993
- Hersilia vanmoli Benoit, 1971
- Hersilia vicina Baehr & Baehr, 1993
- Hersilia vinsoni Lucas, 1869
- Hersilia wellswebberae Baehr & Baehr, 1998
- Hersilia wraniki Rheims, Brescovit & van Harten, 2004
- Hersilia yaeyamaensis Tanikawa, 1999
- Hersilia yunnanensis Wang, Song & Qiu, 1993